# Viure a soles
El viure a soles o residència en solitari és una situació de vivència en la que una sola persona ocupa una llar. La situació és un fenomen creixent en les societats contemporànies que té una doble imatge: trencament de la solidaritat respecte les societats tradicionals mostrant una autonomia individual i una llibertat (representada especialment per joves) i alhora la identificació d'aquesta condició com la malaltia del segle xxi, associada a la vellea i la soledat.
El sociòleg Eric Klinenberg explica que abans de la dècada de 1950, cap societat havia tingut una gran quantitat de persones visquent sola. Històricament, açò ha ocorregut quan la gent major vivien després d'haver mort la seua parella i quan els homes havien migrat per qüestions de feina. En temps recents, grans nombres de gent ha començat a viure a soles feliçment a les ciutats amb l'ajuda de les tecnologies de la comunicació com el telèfon, el correu electrònic i els serveis de xarxes socials. Klinenberg descobrí que la capacitat de les dones per a treballar, ser propietàries i iniciar el divorci crea més oportunitats perquè visquen soles; a països com Aràbia Saudita on la dona no té autonomia, relativament poca gent hi viu a soles.

## Fenomen als Estats Units
El 2012, 1 de cada 4 llars eren ocupades per una sola persona. La ciutat de Nova York començà a partir d'eixa data de ser un lloc per a establir-se fàcilment en aquesta condició per l'augment dels preus de l'habitatge i la disponibilitat creixent d'habitatges grans.

## Fenomen al Regne Unit
Un informe del 2008 avisà que la quantitat d'aquest fenomen s'estava estenent, especialment entre la gent de vint i trenta anys.